# Armando Luis Gay
Armando Luis Gay (Concordia, Entre Ríos, 10 de febrero de 1966) es un político argentino, militante del partido Justicialista y ex senador provincial de Entre Ríos por el Departamento Concordia.

## Biografía
Cursó sus estudios primarios y secundarios en al Colegio Nuestra Señora de los Ángeles de los Padres Capuchinos en Concordia. 
Desde niño se dedicó al básquet. Formó parte de diferentes clubes de distintas localidades de Entre Ríos y fue parte de los seleccionados de la ciudad de Concordia y del combinado provincial. 
Fue partícipe de los dos ascensos a la Liga Nacional de Básquet del Club Estudiantes de Concordia. Además ocupaba el cargo de  Presidente de la Subcomisión de Básquet del club durante la temporada 07/08, cuando, luego de 18 años de haber descendido, Estudiantes vuelve a la Liga Nacional de Básquet.

## Actividad política
En 1983, con el regreso de la democracia, se afilió al Partido Justicialista. Ese mismo año, su padre, Luis Armando Gay fue candidato a vicegobernador de Entre Ríos y ocuparía una banca en la Cámara de Diputados entre 1985 y 1989.
En su época de estudiante universitario, Armando Luis Gay integró el Centro de Estudiantes de la Facultad de Ciencias de la Administración de la Universidad Nacional de Entre Ríos (UNER), en representación de la Juventud Universitaria Peronista (JUP).

### Viceintendente de Concordia y presidente del Concejo Deliberante (2015-2019)
En las elecciones generales del 25 de octubre de 2015 resulta elegido Viceintendente de Concordia por el Frente para la Victoria. De esta manera, el 10 de diciembre de ese año, asume la presidencia del Concejo Deliberante.

### Senador provincial por Concordia (2019-2023)
El 10 de diciembre de 2019 asume el cargo de senador provincial del Departamento Concordia, luego de haber obtenido una victoria en las PASO y haber logrado un 57,17% de votos en las lecciones generales de junio. 
En la Cámara de Senadores de Entre Ríos es elegido presidente del bloque Frente Creer Entre Ríos. Además lideró la comisión de Mercosur, Turismo y Deportes de la Cámara Alta entrerriana.